# 오퇴유 식물원

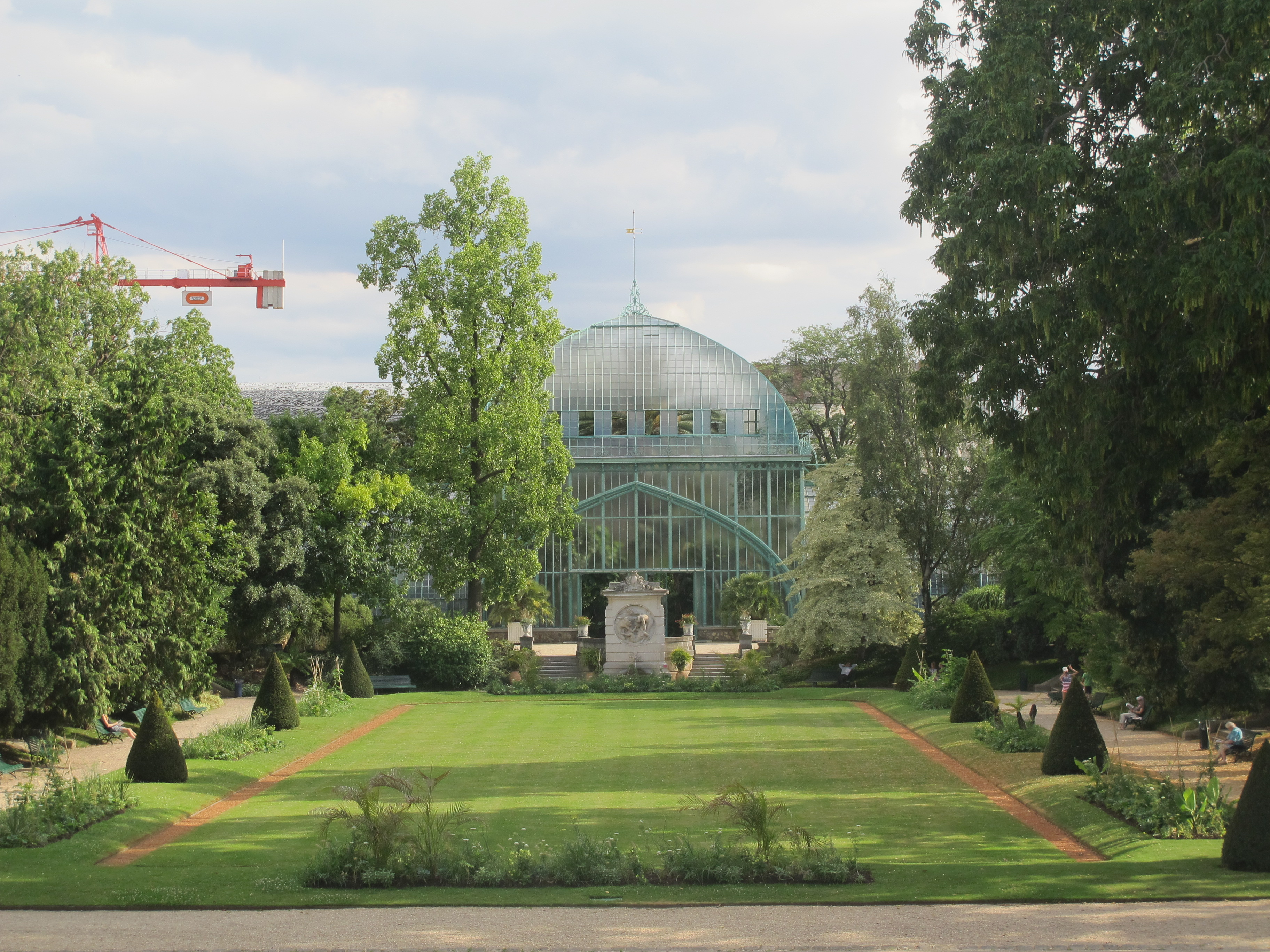
오퇴유 식물원

오퇴유 식물원(프랑스어: Jardin des serres d'Auteuil, 프랑스어 발음: [ʒaʁdɛ̃ de sɛʁ dotœj])은 프랑스 파리 16구의 불로뉴 숲 남쪽 끝에 있는 주요 온실 단지 내에 위치한 식물원이다.
이곳은 1761년 루이 15세 때 처음으로 식물원으로 사용되었다. 현재의 온실은 1895~1898년에 건축가 장카미유 포르미제가 설계하고 건설했다. 1998년에 오퇴유 식물원은 파리 도시 식물원(Jardin botanique de la Ville de Paris)에 속하게 되었으며 같은 해에 식물원과 식물원에 포함된 건물 일부가 프랑스 역사기념물로 등록되었다.

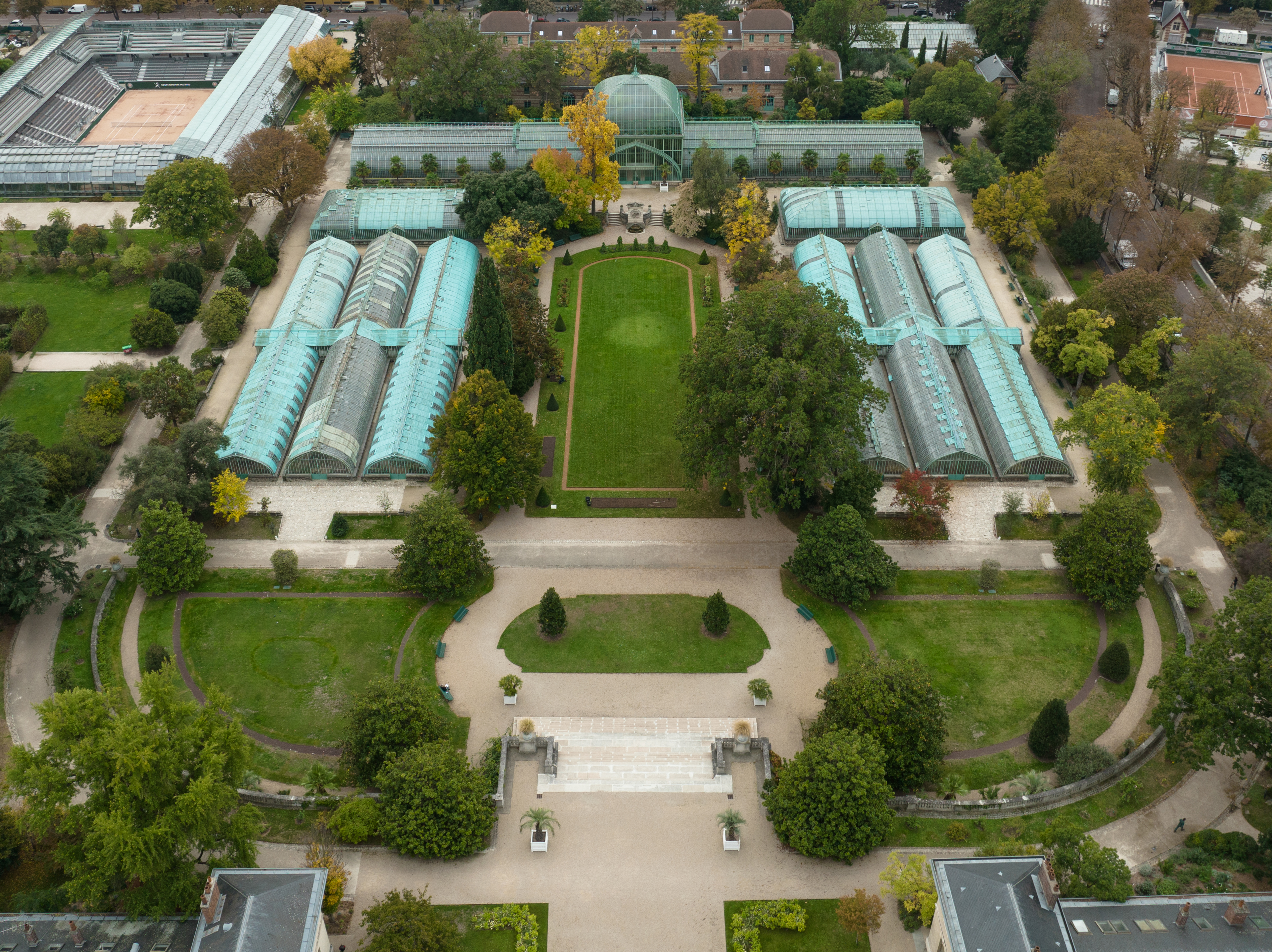
오퇴유 식물원 전경

오늘날 온실에서는 매년 약 10만 그루의 식물이 생산되어 지방 자치 단체 건물의 실내 장식에 쓰이고 있다. 전시 온실에는 야자수, 다육 식물, 열대 식물 컬렉션이 있으며, 천남성과, 베고니아과, 파인애플과, 코디에움, 페페로미아, 필로덴드론, 립살리스, 진달래속, 세인트폴리아 및 생강과 등이 상당수 전시되어 있다.

오퇴유 식물원 지도